# Greg Anderson (Gitarrist)

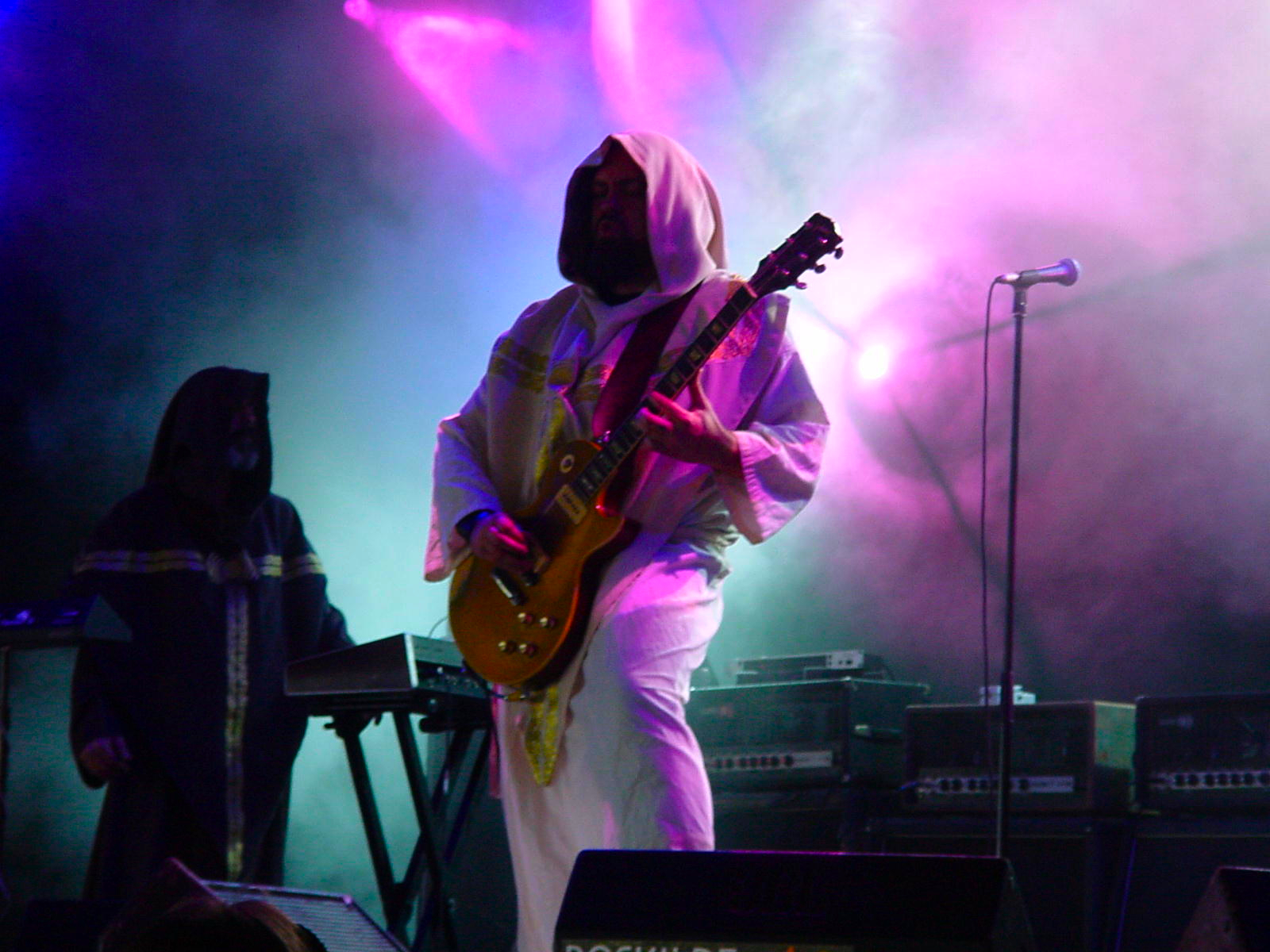
Greg Anderson bei einer Performance mit der amerikanischen Metal-Band Sunn O))) (2005)

Greg Anderson (* 1970 in Seattle) ist ein US-amerikanischer Musiker und Mitgründer des Labels Southern Lord.

## Leben
Anderson war Gitarrist der Doom-/Stoner-Metal-Band Goatsnake. Er ist aber auch für seine Kollaborationen mit Stephen O’Malley bekannt.
Zusammen mit O’Malley beteiligte er sich an mehreren Projekten, wie z. B. der Death-/Doom-Metal-Band Thorr’s Hammer, der Doom-Metal-Band Burning Witch (die er verließ, bevor sie ein Album aufnehmen konnte), so wie der Drone-Bands Sunn O))) und Teeth of Lions Rule the Divine.
Davor war er an diversen Straight Edge Hardcore Punk Bands beteiligt: False Liberty, Brotherhood, Amenity, Statement, Galleon’s Lap und der Band Engine Kid des Labels Revelation Records. Nate Mendel, der spätere Bassist der  Foo Fighters und Sunny Day Real Estate, war ebenfalls bei Brotherhood und Galleon’s Lap aktiv.
Zuletzt arbeitete Anderson mit Attila Csihar und Oren Ambarchi in einem neuen Drone-Projekt namens Burial Chamber Trio zusammen. Außerdem ist er noch Mitglied bei Ascend, einem aktuellen Projekt mit Gentry Densley, dem ehemaligen Sänger der Revelation-Records-Band Iceburn.
Im April 1998 gründete Anderson gemeinsam mit O’Malley das Label Southern Lord in Los Angeles, das auf Drone Doom, Sludge, Heavy-, Doom- und in letzter Zeit auch Black Metal spezialisiert ist.

## Diskografie

### Mit False Liberty
- The Zoo Is Free (Demo 1986)
- Silence Is Consent… (7"-EP 1986)

### Mit Brotherhood
- Words Run… As Thick as Blood (1989)

### Mit Amenity
- Chula Vista (Demo 1989)

### Mit Statement
- Don’t Sacrifice Me (7"-EP 1989)

### Mit Galleons Lap
- Themes and Variations (1991)

### Mit Engine Kid
- Engine Kid (EP 1992)
- Astronaut (EP 1993)
- Bear Catching Fish (CD und LP 1993)
- The Little Drummer Boy/In the Bleak Midwinter (Split mit Silkworm 1993)
- Three on the Tree (Split mit Wreck 1994)
- Iceburn/Engine Kid (Split-CD mit Iceburn 1994)
- Angel Wings (CD 1995)
- Troubleman Unlimited (EP 1995)

### MitThorr’s Hammer
- Sannhet i Blodet (Demo 1995)
- Dommedagsnatt (Kassette 1996, CD 1998, CD-Wiederveröffentlichung und Picture Disc 2004)

### MitGoatsnake
- IV (7"-EP 1998)
- Man of Light (7"-EP 1998)
- Goatsnake Vol. 1 (CD 1999)
- Goatsnake/Burning Witch (Split mit Burning Witch) (CD 2000)
- Dog Days (CD 2000)
- Flower of Disease (2000)
- Trampled Under Hoof (CD 2004)
- 1 + Dog Days (CD 2004)

### MitSunn O)))
- The Grimmrobe Demos (Demo 1998, CD 2000, 2xPLP 2003, 2xLP 2004)
- ØØ Void (2000)
- Flight of the Behemoth (2002)
- White1 (2003)
- White2 (2004)
- Black One (2005)
- Altar (Kollaboration mit Boris, CD 2006)
- Oracle (2007)
- Dømkirke (Live-Doppel-LP 2008)
- Monoliths & Dimensions (2009)

### MitTeeth of Lions Rule the Divine
- Rampton (2002)

### MitBurial Chamber Trio
- Burial Chamber Trio (LP 2007)
- WVRM 10" (Live-EP 2008)

### MitAscend
- Ample Fire Within (2008)

### MitPentemple
- O))) Presents… (Live-Album, 2008)

| Personendaten    | Personendaten             |
| ---------------- | ------------------------- |
| NAME             | Anderson, Greg            |
| KURZBESCHREIBUNG | US-amerikanischer Musiker |
| GEBURTSDATUM     | 1970                      |
| GEBURTSORT       | Seattle                   |